# 2010년 산호세 광산 붕괴 사고

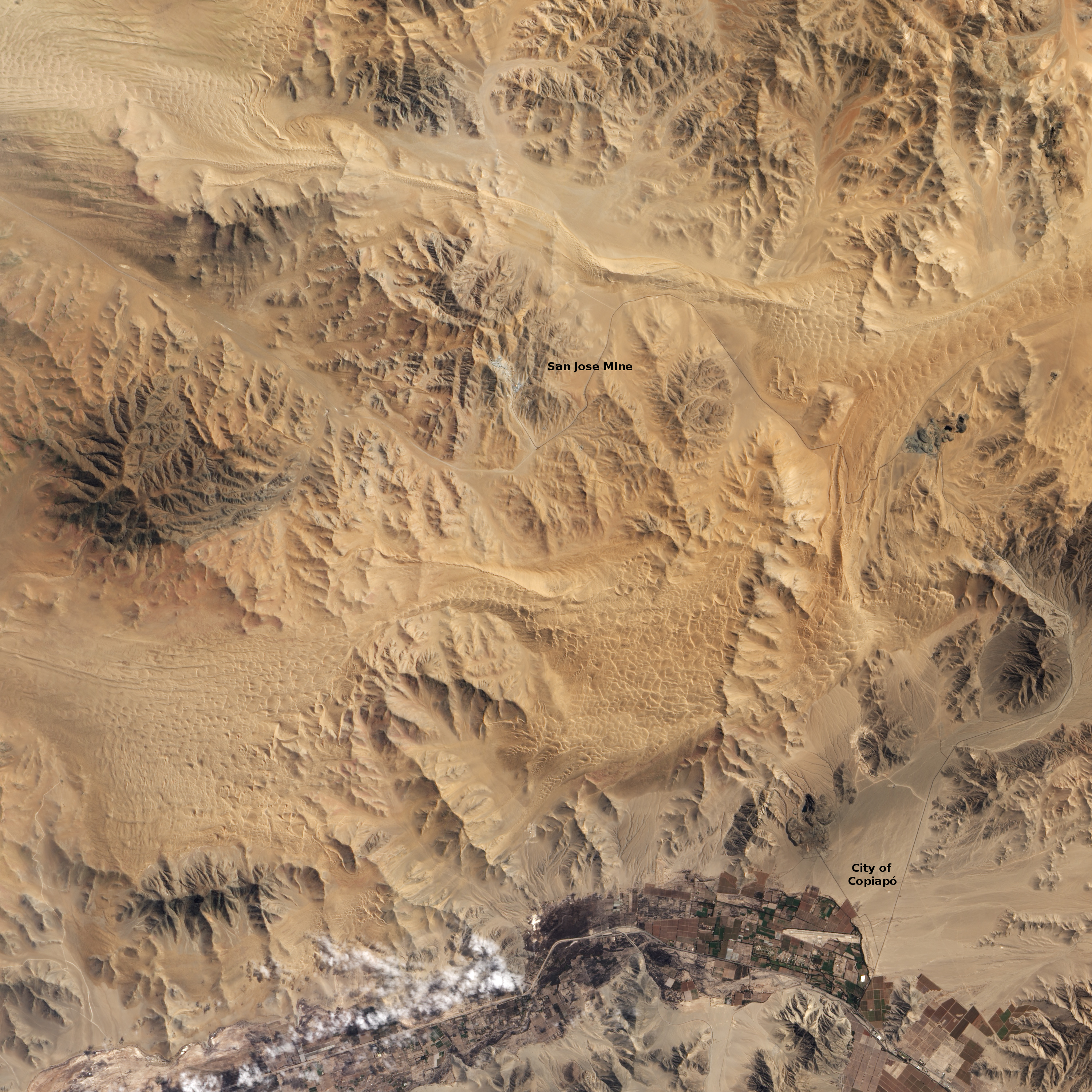
산호세 광산과 인근 지역 위성 사진

2010년 산호세 광산 붕괴 사고는 2010년 8월 5일 칠레 코피아포 인근에 있는 산호세 광산에서 구리를 채굴하던 중 33명의 광부가 지하에 매몰된 산업재해다.

## 개요
33명의 광부들은 2010년 8월 22일 생존이 확인되었고 모두 땅 속에서 69~70일 동안 생존해있다가 2010년 10월 13일 바깥으로 구출되었다. 첫 구조자는 2010년 10월 13일 0시 10분에 구조 캡슐 페닉스 2(Fénix 2)에 실린 채 구조되었고 최종 구조자는 21시 55분에 구조되었다.
산호세 광산은 칠레 북부의 코피아포에서 북쪽으로 45킬로미터 떨어진 곳에 있는 곳이다. 광부들은 구부러진 수직 갱도 입구에서 5킬로미터 떨어진 지하 약 622미터 지점에 매몰되었다. 이 광산은 불안정하여 예전에도 한 명이 사망한 산업재해가 있었다.
10월 12일 화요일 23시 55분, 매몰된 광부들 중 한 명인 플로렌시오 아발로스(Florencio Ávalos)를 처음으로 찾아 구조 캡슐 페닉스 2와 함께 16분 만에 지상에 도달하였다. 뒤이어 10월 13일 21시 55분에는 광부 33명이 모두 구조되었으며 건강 상태도 거의 모두 양호하여 충분히 회복될 것으로 보인다. 그러나 광부 두 명은 규폐증을 앓고 있고 (그 중 한 명은 폐렴도 있음), 다른 광부들은 충치가 있거나 각막에 이상이 있다. 구출된 광부 두 명은 극심한 치근농양으로 인해 즉시 일반 마취약으로 수술했다.

## 같이 보기
- 33 (영화)
- 봉화 광산 매몰 사고 (2022년)